# Luzia Inglês Van-Dúnem
Luzia Pereira de Sousa Inglês Van-Dúnem (Luanda, 11 de enero de 1948) es una militar y política angoleña. Afiliada al Movimiento Popular para la Liberación de Angola (MPLA), es diputada angoleña por el Círculo Nacional Electoral desde el 28 de septiembre de 2017. Desde 1999 es secretaria general de la Organización de Mujeres Angoleñas (OMA).

## Biografía
Van-Dúnem nació en Luanda. Hija del reverendo metodista Guilherme Inglês, que fue asesinado en 1961 por las fuerzas coloniales después de la revuelta del 15 de marzo. En 1967, Van-Dúnem se trasladó a la República del Congo, y estudió en el Liceo 4 de Fevereiro. Entre 1969 y 1970 asistió a un curso militar de radio y telecomunicaciones en la Unión Soviética. En 1973, se convirtió en jefa de la Estación de Comunicaciones de Cassamba.
En 1974, Van-Dúnem regresó a Angola en el mismo avión que el presidente Agostinho Neto. Durante la Guerra de Independencia de Angola, fue operadora de radio en la 2.ª y 3.ª regiones político-militares. De 1976 a 1991, dirigió el centro de comunicaciones del comandante en jefe de las Fuerzas Armadas de Angola.
Van-Dúnem se casó con Afonso Van-Dúnem M'binda, ex embajador de Angola ante las Naciones Unidas (ONU), y tuvieron cuatro hijos. Cuando Afonso fue nombrado embajador en 1991, Luzia coordinaba el Grupo de Mujeres Africanas en la ONU. En 1999, Van-Dúnem fue elegida secretaria general de la Organización de Mujeres Angoleñas (OMA), el ala femenina del MPLA, y fue reelegida sucesivamente para el cargo.
En 2014, se convirtió en la primera mujer angoleña en ser ascendida al rango de oficial general de las Fuerzas Armadas de Angola; la promoción fue decretada por el presidente José Eduardo dos Santos . En las elecciones generales de 2017, Van-Dúnem fue elegida diputada angoleña por el Círculo Nacional Electoral. El MPLA la había colocado como la primera mujer en su lista de candidatas.